# Remote Frame Buffer
Pour les articles homonymes, voir RFB.
Remote Framebuffer (RFB) est un protocole simple pour l'accès à distance aux interfaces graphiques des utilisateurs, utilisé dans le système de contrôle et d'affichage distant VNC.
Veyon (anciennement iTALC), un logiciel de gestion de salle de classe utilise ce protocole pour capturer les écrans des postes « élèves » par le poste « maître » grâce à UltraVNC.
RFB utilise le port 5900 UDP/TCP (serveur VNC) selon l'IANA.